# Liste der Distanzsteine im Landkreis Harz
Die Liste der Distanzsteine im Landkreis Harz umfasst alle Distanzsteine in Landkreis Harz.

## Allgemeines
Im Landkreis Harz sind folgende verschiedene Distanzsteintypen vorhanden:
- preußischer Meilenstein
- anhaltischer Meilenstein
- Wegweisersäule (auch wenn diese nicht immer eine Distanzangabe enthielten).

Durch die Umstellung von Meile auf Kilometer als Längenmaß wurden manche Steine umgesetzt und umgenutzt, so dass sie mitunter mehreren Typen zugeordnet werden.

## Meilensteine
| Artikel                  | Denkmal-ID | Ausweisungsart | Lage                                                                    | Beschreibung                     | Kommune     | Ort                | Bild                                                       |
| ------------------------ | ---------- | -------------- | ----------------------------------------------------------------------- | -------------------------------- | ----------- | ------------------ | ---------------------------------------------------------- |
| Meilenstein Alexisbad    | 094 50377  | Baudenkmal     | B 185                                                                   | anhaltischer Meilenstein         | Harzgerode  | Alexisbad          |                                                            |
| Meilenstein Badersleben  | 094 50008  | Kleindenkmal   | B 244                                                                   | preußischer Meilenstein          | Huy         | Badersleben        |                                                            |
| Meilenstein Ballenstedt  | 094 50353  | Kleindenkmal   | B 185 – wurde umgesetzt                                                 | anhaltischer Ganzmeilenstein     | Ballenstedt | Ballenstedt        |                                                            |
| Meilenstein Ballenstedt  | 094 50354  | Kleindenkmal   | B 185 – wurde umgesetzt                                                 | anhaltischer Ganzmeilenstein     | Ballenstedt | Ballenstedt        |                                                            |
| Meilenstein Ballenstedt  |            |                | Allee in Ballenstedt – wurden umgesetzt                                 | zwei anhaltische Meilensteine    | Ballenstedt | Ballenstedt        |                                                            |
| Meilenstein Dingelstedt  | 094 50118  | Baudenkmal     | L 83, nahe dem Abzweig zur Huysburg                                     | Meilenstein                      | Huy         | Dingelstedt am Huy | Dingelstedt L 83 Preussischer Rundsockelstein-             |
| Meilenstein Dingelstedt  | 094 50057  | Baudenkmal     | Hoheweg an einer Hausecke vor Nr. 326                                   | Meilenstein                      | Huy         | Dingelstedt am Huy | Dingelstedt Hoheweg Preussischer Rundsockelstein           |
| Meilenstein Eilenstedt   | 094 50379  | Kleindenkmal   | L 79 Haus Nienburg                                                      | Meilenstein                      | Huy         | Eilenstedt         | Preußischer Rundsockelstein Haus Nienburg                  |
| Meilenstein Eilenstedt   | 094 00049  | Baudenkmal     | L 79, Breite Straße                                                     | Meilenstein                      | Huy         | Eilenstedt         | Distanzstein Eilenstedt (094 00049)                        |
| Meilenstein Güntersberge |            | Kleindenkmal   | Waldweg in der Nähe der L 239                                           | anhaltischer Ganzmeilenstein     | Harzgerode  | Güntersberge       |                                                            |
| Meilenstein Güntersberge | 094 84979  | Kleindenkmal   | B 242                                                                   | anhaltischer Viertelmeilenstein  | Harzgerode  | Güntersberge       |                                                            |
| Meilenstein Güntersberge | 094 84983  | Kleindenkmal   | B 242 – wurde umgesetzt                                                 | anhaltischer Ganzmeilenstein     | Harzgerode  | Güntersberge       |                                                            |
| Meilenstein Halberstadt  | 094 25511  | Kleindenkmal   | B 79 Sternstraße Abzweig Am Burchardianger                              | Meilenstein                      | Halberstadt | Halberstadt        | Halberstadt B 79 Sternstrasse Preussischer Rundsockelstein |
| Meilenstein Hessen       | 094 10470  | Baudenkmal     |                                                                         | Meilenstein                      | Osterwieck  | Hessen             | Hessen (Osterwieck) Braunschweigischer Meilenobelisk       |
| Meilenstein Hessen       | 094 25496  | Baudenkmal     | B 79                                                                    | Meilenstein                      | Osterwieck  | Hessen             | Hessen (Osterwieck) B 79 Preussischer Rundsockelstein      |
| Meilenstein Heteborn     | 094 45482  | Kleindenkmal   | L 66                                                                    | Meilenstein                      | Selke-Aue   | Heteborn           |                                                            |
| Meilenstein Mägdesprung  |            |                | B 185 Einmündung L 235 – wurde 2017 umgesetzt – ursprünglicher Standort | anhaltischer Ganzmeilenstein XII | Harzgerode  | Mägdesprung        |                                                            |
| Meilenstein Mägdesprung  |            |                | B 185                                                                   | anhaltischer Ganzmeilenstein     | Harzgerode  | Mägdesprung        |                                                            |
| Meilenstein Neudorf      | 094 21147  | Kleindenkmal   | an der Hauptstraße in Neudorf                                           | anhaltischer Ganzmeilenstein     | Harzgerode  | Neudorf            |                                                            |
| Meilenstein Neudorf      | 094 45401  | Kleindenkmal   | an der Hauptstraße in Neudorf                                           | anhaltischer Halbmeilenstein     | Harzgerode  | Neudorf            |                                                            |
| Meilenstein Opperode     |            |                | Auf der Reihe in Opperode                                               | anhaltischer Meilenstein         | Ballenstedt | Opperode           |                                                            |
| Meilenstein Rodersdorf   | 094 03052  | Baudenkmal     | L 73                                                                    | Meilenstein                      | Wegeleben   | Rodersdorf         |                                                            |
| Meilenstein Quedlinburg  | 094 46394  | Kleindenkmal   | B 79 – wurde umgesetzt                                                  | preußischer Ganzmeilenstein      | Quedlinburg | Quedlinburg        |                                                            |
| Meilenstein Quedlinburg  | 094 46476  | Kleindenkmal   | L 239                                                                   | preußischer Ganzmeilenstein      | Quedlinburg | Quedlinburg        |                                                            |
| Meilenstein Quedlinburg  |            |                | L 66                                                                    | Meilenstein                      | Quedlinburg | Quedlinburg        |                                                            |
| Meilenstein Quedlinburg  |            |                | Magdeburger Straße                                                      | Meilenstein                      | Quedlinburg | Quedlinburg        |                                                            |
| Meilenstein Westerhausen | 094 45418  | Kleindenkmal   | K 2357                                                                  | Meilenstein                      | Thale       | Westerhausen       | Alte Warnstedter Straße (Westerhausen)                     |

## Wegweisersäulen
| Artikel                    | Denkmal-ID | Ausweisungsart | Lage                                                 | Beschreibung                       | Kommune     | Ort         | Bild |
| -------------------------- | ---------- | -------------- | ---------------------------------------------------- | ---------------------------------- | ----------- | ----------- | ---- |
| Wegweiserstein Ballenstedt | 094 50358  | Kleindenkmal   | Wegekreuz westlich des Schlossparkes                 | Wegweiserstein mit Kilometerangabe | Ballenstedt | Ballenstedt |      |
| Wegweiserstein Quedlinburg | 094 46395  | Baudenkmal     | B-79-Auffahrt auf die B 6                            | Wegweiserstein mit Kilometerangabe | Quedlinburg | Quedlinburg |      |
| Wegweiserstein Quedlinburg | 094 46402  | Baudenkmal     | K 1360 (Halberstädter Straße) Ecke Steinholztriftweg | Wegweiserstein mit Kilometerangabe | Quedlinburg | Quedlinburg |      |
| Wegweiserstein Quedlinburg | 094 46430  | Kleindenkmal   | L 85 nahe Ecke Kleiweg                               | Wegweiserstein mit Kilometerangabe | Quedlinburg | Quedlinburg |      |
| Wegweiserstein Quedlinburg | 094 46401  | Kleindenkmal   | Straße Gröpern                                       | Wegweiserstein mit Kilometerangabe | Quedlinburg | Quedlinburg |      |